# Doris Böer-Puhonny
Doris Puhonny (verheiratete Doris Böer-Puhonny, Doris Böer; * 11. Juni 1912 in Baden-Baden; † 1995 in Hamburg) war eine deutsche Grafikerin, Illustratorin und Puppenspielerin.

## Leben und Werk
Doris Puhonny war die Tochter des Werbegrafikers Ivo Puhonny und dessen Ehefrau Linda, geborene Stollreither (* 16. Mai 1882; † 3. März 1961). Ivo heiratete seine Jugendliebe 1905, der Ehe entsprangen die Töchter Doris und Eva. 
Der Vater hatte 1911 das Künstler-Marionettentheater Baden-Baden gegründet und als Familienbetrieb geführt. Er entwarf und schnitzte die Figuren selbst, Linda schneiderte die Kostüme, die Bühnenbilder wurden gemeinsam gestaltet. Doris nahm regen Anteil und ließ sich wie ihr Vater als Graphikerin und Illustratorin ausbilden. Otto Flake, eigentlich ein Verfasser von Zeitromanen und Essays und seit 1926 in Baden-Baden wohnhaft und mit Ivo Puhonny bekannt, brachte 1933 im Herbert Stuffer Verlag Berlin das Märchenbuch Der Straßburger Zuckerbeck heraus, und beauftragte die junge Grafikerin mit den Illustrationen. Das Buch, dem Anmut und leichtfüßiger Geist zugesprochen wurden, war sehr erfolgreich, und wurde 1948 neu aufgelegt.
Kurz danach, am 26. Oktober 1935, heiratete Doris Puhonny in Baden-Baden Friedrich Böer, ebenfalls Grafiker und Autor im Stuffer Verlag, und lebte mit ihm anschließend in Berlin. Als Mutter von zwei Söhnen und einer Tochter war sie nur mehr sehr eingeschränkt künstlerisch tätig. Nachweisbar sind Illustrationen zu Der Hund von Edit Klatt (1937) und ein Lindauer Bilderbogen mit historischer Frauenmode (1948).
Um den Kriegsfolgen zu entgehen, zog Doris Böer-Puhonny 1943 mit den Kindern von Berlin in ihr Elternhaus nach Baden-Baden. Ihr Ehemann war von 1940 bis 1945 bei der Luftwaffe eingezogen, überstand den Krieg aber unversehrt. In Berlin ausgebombt, übersiedelte er danach ebenfalls nach Baden-Baden.
Das Marionettentheater war – nach dem Tode Ivo Puhonnys 1940 und wohl auch kriegsbedingt – eingestellt worden. 1948 eröffnete das Theater wieder; Doris Böer-Puhonny erweiterte den Spielplan für Kinder, inszenierte Das hölzerne Bengele (Pinocchio), und gestaltete viele neue Marionetten, von denen sich einige in der Dresdner Puppentheatersammlung erhalten haben. Als Friedrich Böer 1957 eine Anstellung als Redakteur beim NDR erhielt, zogen die Familie und das Marionettentheater nach Hamburg um. Der Spielbetrieb wurde reduziert und noch für einige Jahre weitergeführt.
Auch in Hamburg unterstützte Doris Böer-Puhonny die literarische Arbeit ihres Ehemannes. Ab 1969 gaben beide gemeinsam das jährliche Ensslin-Schüler-Taschenbuch heraus. Eine Marionette von Doris war Grundlage für Fotomontagen Friedrich Böers in seiner Reise in die Wirklichkeit (1973).  Doris wurde wie Friedrich 83 Jahre alt.

## Werke (Auswahl)

### Buchillustrationen
- Otto Flake: Der Straßburger Zuckerbeck und andere Märchen. Herbert Stuffer, Berlin 1933.[3]
  - Neuauflage unter dem Titel Der Mann im Mond. Herbert Stuffer, Baden-Baden 1948.[3]
- Edit Klatt: Der Hund. Eine Erzählung. [Die kleinen Tierbücher Nr. 2] Herbert Stuffer, Baden-Baden und Berlin 1937.[4]
- Eine Galerie der Moden. Frauenkostüme und häusliche Kultur von Pharao's Zeiten bis zum frühen Barock. In: Friedrich Böer (Hrsg.): Lindauer Bilderbogen, 3. Folge, Bogen Nr. 13. J. Thorbecke, Lindau 1948.[5]
- Friedrich Böer: Die Reise in die Wirklichkeit oder: Jeder weiß mehr, als er weiß. Herder, Freiburg, Basel, Wien, 1973. Für die Fotomontagen von Friedrich Böer wurde je eine Marionette von Ivo Puhonny von 1911 und von Doris Böer-Puhonny von 1972 verwendet.[8]

### Herausgeberschaft
- [mit Friedrich Böer]: Ensslin-Schüler-Taschenbuch: Der große Jugendkalender. Ensslin & Laiblin, Reutlingen, 1969 bis 1980.[7]

### Marionetten
- Dame mit Haarknoten, um 1950.[6]
- Strampolino, der Jongleur auf dem Einrad, um 1950.[2]
- Harlekin, aus Das hölzerne Bengele, um 1950.[9]
- Das hölzerne Bengele, 1. Bild: Die kleine Grille warnt Bengele vor den Gefahren und vor Dummheiten. Um 1950.[10]

### Bühnenbild
- Fatima, die Kugelläuferin aus dem Programm Varieté und Zirkus. Figur von Ivo Puhonny 1929, Bühnenbild von Doris, um 1950.[11]